# BTR-T
El transporte blindado de personal BTR-T (del ruso: Бронетранспортёр-Тяжелый Bronetransporter-Tyazhelyy, Transporte de Personal Blindado Pesado), es un vehículo de combate ruso para la infantería diseñado sobre la base del T-55 para transportar a la infantería en operación, apoyar a los carros de combate, primariamente en zonas urbanas.

## Descripción
Durante la primera guerra en Chechenia, las grandes pérdidas de unidades móviles como vehículos que las equipaban (tales como el BTR-70, BTR-80 y los blindados BMP-2), a manos de misiles RPG llevó a los militares rusos a pedir el desarrollo de vehículos blindados con la resistencia y movilidad de un tanque, pero con la capacidad de abatir blancos en edificios de apartamientos altos, (ya que en Grozni la mayoría de "fortificaciones" de los muyahidines se alzaban en torres de urbanizaciones residenciales); obligaban al uso de los Tunguska como medios de transporte de tropas, sin estar debidamente adecuados para tal fin.
Luego, y ante el deterioro del gran parque acorazado terrestre ruso; se decide el reusarlo por medio de labores de reconversión, luego de ver los exitosos resultados de los israelíes en tal materia y con material de construcción soviética, probándose como una solución bastante económica y provechosa, pero sin ser totalmente aceptada en el ejército de Rusia.
Se basa prácticamente en el casco del T-55A, pero con una motorización y transmisión más modernas y eficientes, que le otorgan un mayor radio de alcance y una menor presión sobre el suelo (ya que al retirarle la torreta le quitaban cerca de 8 toneladas).
Su velocidad tope a su vez se incrementó, y se le dotaría con armamento similar al instalado en el vehículo antiaéreo "Tunguska", pero con obvias adaptaciones al rol antipersonal.

## Características
La elección del casco de un T-55 por encima de cascos más modernos se decidió en base de que muchas de las posibles naciones que lo adquiriesen, (mayormente anteriores clientes del T-55 con limitaciones presupuestales), y que lo llegaran a ordenar como una forma muy válida de reconversión y una muy valedera solución para el que hacer con los T-55 retirados o en uso alrededor del mundo. Pero a pesar de ser una solución muy prometedora, no se han hecho solicitudes ni se han firmado contratos para su exportación.
En el afuste de la torreta se pueden acomodar diferentes configuraciones de armamento entre las que se destacan:
- Cañón automático 2A42, calibre 30 mm.

- Dos lanzamisiles 9M113 Konkurs.
- Lanzagranadas automático AGS-17 calibre 30mm..

- 2 cañones automáticos 2A38 30 mm.

- 2 misiles 9M113 Konkurs.
- Ametralladora NSVT en afuste.
- Lanzagranadas automático AGS-17 calibre 30mm. en montajes duales.

### Desarrollos relacionados
- T-55
- VIU Munja
- Achzarit

### Vehículos similares
- Schützenpanzer Puma
- Lynx
- ZBD-97
- K-21 IFV
- M2/M3 Bradley
- /ASCOD Pizarro/ULAN
- AMX-10P
- Namer
 Namera
  Achzarit
- Dardo
- Tipo 89 VCI
- VCI Anders
- FV510 Warrior
- BMP-3
  BMP-T
- Bionix VCI
- CV90/CV9030/CV9040

## Usuarios
- Rusia
- Siria